# La Closa de Xirivella
La Closa es un edifici medieval que s'ubica en el cantó dels carres Maestro Serrano i Joaquim Orero de Xirivella.
L'edifici apareix en època romana per la seua victòria sobre els cartaginesos. Donant-li per nom Silvilla (xicotet bosc). Fins fa alguns anys, es conservaven restes romanes en murs d'afusellament, restes de canalitzacions d'aigües i de calçada romana. Del segle VIII al XIII, Xirivella, passa a dominació musulmana. Amb influències en elements arquitectònics, com l'arc de mig punt que encara es pot veure en La Closa. Ramon Muntaner va posseir una alqueria a Xirivella, on va escriure la seua obra "La Crónica". De l'època medieval queda: la Casa del Dau i la closa, recentment restaurades. Amb l'expulsió dels moriscos Xirivella va quedar quasi deshabitada venint pobladors d'altres llocs. El document de Carta de Poblament es va atorgar el 17 de juliol de 1611, després, la recuperació demogràfica va ser ràpida.